# BIMBOROLL
『BIMBOROLL』（ビンボロール）は、ザ・クロマニヨンズの10thアルバムである。2016年11月2日リリース。

## 概要
前作から1年1か月ぶりの発売で、先行シングル「ペテン師ロック」を含む12曲入りのアルバムである。
今作のリリースに伴い全国ツアー「BOMBOROLL 2016-2017」を11月17日よりおこなった。
音源は全編モノラルでの収録となっている。

## 収録曲
| 全編曲: ザ・クロマニヨンズ。 |                              |            |       |
| #                            | タイトル                     | 作詞・作曲 | 時間  |
| 1.                           | 「ペテン師ロック」           | 甲本ヒロト | 2:57  |
| 2.                           | 「マキシマム」               | 真島昌利   | 2:13  |
| 3.                           | 「ピート」                   | 甲本ヒロト | 2:52  |
| 4.                           | 「おれ今日バイク」           | 甲本ヒロト | 2:41  |
| 5.                           | 「デトマソパンテーラを見た」 | 真島昌利   | 3:29  |
| 6.                           | 「ナイアガラ」               | 真島昌利   | 3:30  |
| 7.                           | 「もれている」               | 真島昌利   | 2:52  |
| 8.                           | 「誰がために」               | 甲本ヒロト | 4:12  |
| 9.                           | 「モーリー・モーリー」       | 甲本ヒロト | 3:04  |
| 10.                          | 「焼芋」                     | 真島昌利   | 2:50  |
| 11.                          | 「光線銃」                   | 甲本ヒロト | 3:02  |
| 12.                          | 「大体そう」                 | 真島昌利   | 2:25  |
| 合計時間:                    | 合計時間:                    | 合計時間:  | 36:07 |

## 参加アーティスト
ザ・クロマニヨンズ
- 甲本ヒロト（ボーカル）
- 真島昌利（ギター）
- 小林勝（ベース）
- 桐田勝治（ドラムス）